# ماری مایرز
ماری مایرز (انگلیسی: Mary Meyers؛ زادهٔ february ۱۰, ۱۹۴۶ (۷۹ سال)) ورزشکار اسکیت سرعت اهل ایالات متحده آمریکا است.
وی در مسابقات کشوری و بین‌المللی در مجموع برندهٔ ۱ مدال نقره شده‌است.